# أرت شاي
أرت شاي (بالإنجليزية: Art Shay)‏ هو مصور وكاتب أمريكي، ولد في 31 مارس 1922 في ذا برونكس في الولايات المتحدة، وتوفي في 28 أبريل 2018 في ديرفيلد في الولايات المتحدة بسبب قصور القلب.